# Delta Dunării - zona marină
Delta Dunării - zona marină este o arie protejată (sit de importanță comunitară — SCI) din România, desemnată în scopul protejării biodiversității și menținerii într-o stare de conservare favorabilă a florei spontane și faunei sălbatice, precum și a habitatelor naturale de interes comunitar aflate în arealul zonei de protecție. Aceasta se întinde pe o suprafață de 336.200,2 ha, integral marine.

## Localizare
Centrul sitului Delta Dunării - zona marină este situat la coordonatele 44°43′02″N 29°23′40″E / 44.717314°N 29.394461°E.

## Înființare
Situl Delta Dunării - zona marină (ROSCI0066) a fost declarat sit de importanță comunitară în decembrie 2007 pentru a proteja 4 specii de animale.

## Biodiversitate
Situată în ecoregiunea marină a Mării Negre, aria protejată conține 6 habitate naturale: Maluri nisipoase acoperite permanent cu un strat mic de apă marină, Estuare, Lagune și golfuri cu bancuri de nisip neacoperite de apă, Lagune și golfuri cu bancuri de nisip, Recifuri, Structuri submarine provocate de scurgeri de gaze.
La baza desemnării sitului se află mai multe specii protejate:
- mamifere (2): marsuin (Phocoena phocoena), delfin mare (Tursiops truncatus)
- pești (2): scrumbie de Dunăre (Alosa immaculata), rizeafcă (Alosa tanaica)

Pe lângă speciile protejate, pe teritoriul sitului au mai fost identificate 11 specii de plante, 1 specie de mamifere, 3 specii de nevertebrate, 20 de specii de pești.